# Rivanj
Rivanj je otok u zadarskom arhipelagu, (Jadransko more, Hrvatska). Površina mu je 4,4 km2 (dug 3,4 km, širok do 1,4 km), a oblana crta mu je duga 10,3 km. Najviši vrh je Lukočina (112 m). 
Ovaj mali otok pomoraca u zadarskom otočju s istoimenim naseljem u unutrašnjosti otoka, obrastao je makijom. Ispod naselja, na jugozapadnoj obali, nalazi se mala luka s novim naseljem koji se proteže uz more. Nalazi se između otoka Ugljana i Sestrunja s kojim stoljećima dijeli i župnu crkvu. Sjeverozapadno od Rivnja nalaze se i otočići Tri Sestrice sa svjetionikom "Otočić Tri Sestrice – Rivanj", a sjeveroistočno je i otočić Jidula. Na sjeveroistočnoj strani otoka su uvale Dubrinka i Lokvina s lijepim plažama. Omiljeno odredište sportskih ribolovaca, jer je okolni akvatorij bogat ribom. Najbliži grad je Zadar s kojim je povezan svakodnevnim trajektnim i brodskim linijama. 
Sadašnje naselje osnovali su početkom 16. stoljeća, prema predaji, doseljenici s otoka Ugljana. Veliki dio stanovništva emigrirao je krajem 19. i početkom 20. stoljeća u Sjedinjene Američke Države, dok se nakon Drugog svjetskog rata gotovo cjelokupno stanovništvo otoka trajno naselilo u Zadru. Stanovništvo otoka nosi samo dva obiteljska imena – Radulić i Fatović.
Dana 18. kolovoza slavi se fešta Svete Jelene, kojoj je i posvećena mala kapelica na vrhu brda s kojeg se pruža lijep pogled na Zadar i njegovo zaleđe. Zadarski nadbiskup Ivan Prenđa na Svetu Jelenu 2007. godine blagoslovio je novosagrađeni veliki zvonik s dva zvona uz crkvu Svete Jelene, nebeske zaštitnice ovoga otoka.
Krajem mjeseca srpnja 2007. godine otok Rivanj zahvatio je katastrofalni požar ogromnih razmjera, u kojem je prema procjeni izgorjelo oko trećine otoka. Požar je nečijom nepažnjom krenuo iz samog mjesta, a ugrožene su bile i kuće mještana. Srećom požar je skrenuo na nenaseljeni dio otoka, a o razmjeru požara svjedoči i činjenica da su se plamen i gusti dim golim okom vidjeli i sa zadarske rive.